# 清水超波
清水 超波（しみず ちょうは、元禄15年（1702年） - 元文5年7月22日（1740年8月14日））は、江戸時代中期の日本の俳人。「清濁庵」と名乗ったが、後に点者となり「独歩庵」と名乗り、号は始め「長巴」、後に「超波」とした。通称長兵衛。

## 経歴
清水は江戸の人で堺町（現日本橋人形町）に住み、始めは味噌商人で長兵衛と称したが、商売を嫌い剃髪して家紋の巴と長の字を合わせて長巴と号し、桑岡貞佐に俳諧を学ぶ。享保16年（1731年）に刊行した『落葉合』は其角の『若葉合』に対応したもの。享保18年（1733年）に師の『代々蚕』を継いで『紙蚕』を刊行した。元文5年（1740年）に没した。墓所は浅草阿部川町の弥念寺にある。
十七回忌追善集として『はせを』が刊行されている。

## 作品

### 俳句
- 日の昼や流の靨水すまし[3]
- 蜻蛉（かげろう）や飛なほしてももとの枝[6]
- 西行は弓矢とる身の案山子かな[6]
- 荒海は舟からなげる氷かな[6]
- 河えびや陸（くが）へあがればきりぎりす[4]

### 刊行句集
- 独歩庵超波 編『落葉合』享保16 [1731] 序[7][8]
- 超波『紙蚕』若菜屋小兵衛[9],松葉軒万屋清兵衛[10], 享保18 [1733]